# Trapèze amazonien
| Localisation de l'Amazonas (Colombie) en Colombie |

| Localisation de l'Amazonas (Colombie) en Colombie |

Le Trapèze amazonien est la partie du territoire colombien qui se trouve entre le río Putumayo et le fleuve Amazone et qui forme un couloir de forme trapézoïdale entre les territoires du Brésil et du Pérou. Les bords de ce trapèze mesurent environ 50 km sur le Putumayo au nord et 100 km sur l'Amazone au sud pour 150 km de distance entre les deux cours d'eau.
On trouve dans le trapèze les villes de Leticia, la capitale du département d'Amazonas, et Puerto Nariño, sur l'Amazone, et la ville de Tarapacá, sur le Putumayo, ainsi que plusieurs établissements indigènes.
La souveraineté de la Colombie sur Leticia et le Trapèze amazonien a été confirmée par l'accord de paix qui a fait suite à la Guerre colombo-péruvienne de 1932-1933. La Colombie réclamait tous les territoires au nord du fleuve Amazone et du río Napo tandis que le Pérou revendiquait tous les territoires au sud du Putumayo.